# Коларов, Васил
Васи́л Петро́в Кола́ров (28 июля 1877, Шумен, Османская империя — 23 января 1950, София, Болгария) — болгарский революционер, государственный, политический и партийный деятель, академик, руководитель Болгарской коммунистической партии, Коминтерна и Болгарии: председатель Временного председательства НРБ (1946—1947), председатель Народного собрания в XXVI Обыкновенном Народном собрании (1945—1946) и в VI Великом Народном собрании (1946—1947), премьер-министр Болгарии в 65-м (1949—1950) и 66-м (1950) правительствах, министр иностранных дел НРБ (1947—1949).

## Биография
Член Болгарской рабочей социал-демократической партии с 1897 года, присоединился к «теснякам». Коларов участвовал в Балканских войнах как подпоручик 13-го пехотного Рилского полка.
В 1919 году избран секретарем ЦК БКП и возглавлял болгарскую делегацию на II и III конгрессах Коминтерна в 1921 и 1922 годах. Васил Коларов занимал разные научные и политические посты в СССР и Коминтерне.
Вернулся на родину в 1945 году и руководил болгарской делегацией на Парижской мирной конференции в 1946 году.
После свержения монархии в Болгарии был председателем Временного председательства республики (15 сентября 1946 — 9 декабря 1947) и исполнял функции главы государства до принятия конституции в 1947 году.
Васил Коларов возглавил правительство после смерти Георгия Димитрова, однако через полгода сам скоропостижно скончался. 
Первоначально погребён у мавзолея Георгия Димитрова, а в 1990 году его останки перемещены на центральное кладбище Софии.

## Память
В честь Коларова в 1923 году было переименовано село Спасское в Томской области.
В 1926 году в честь Коларова назван болгарский национальный район на юге Украины (упразднён в 1939 году). Центр этого района, село Романовка, было переименовано в Коларово в 1933 году (в 2016 году переименовано в Болгарку).
Также в честь Коларова была названа одна из интернациональных батарей, воевавших в годы Гражданской войны в Испании
Родной город Коларова, Шумен, носил название Коларовград в период 1950—1965 гг.
В 1926 году Коларов Васил Петров, как Председатель Исполкома Коминтерна, был зачислен Почётным красноармейцем в 1-й Московский конвойный полк, в последующем 236-й конвойный полк МВД СССР (в/ч 7456), дислоцировавшийся в Москве на ул. Подбельского. До начала 1990-х в 1-й роте полка располагались койка и бюст Коларова, на фоне настенной композиции вида Болгарии. Ежедневные вечерние поверки в роте по традиции начинались со слов: Коларов Васил Петров, вождь болгарского пролетариата… и далее список бойцов роты.
Его лицо изображено на медали «За Участие в Сентябрьском восстании 1923 г.»